# Al-Jaghbub
al-Jaghbub (äldre namnformer Jarabub och Giarabub) är en oasstad i Libyen, nära gränsen mot Egypten. Den var centrum för det islamiska brödraskapet al-Sanusiyya mellan 1856 och 1895. I staden finns en gravvård över brödraskapets grundare, Muhammed ibn’ Ali as-Sanusi.